# Pteropus samoensis
La volpe volante delle Samoa (Pteropus samoensis Peale, 1848) è un pipistrello appartenente alla famiglia degli Pteropodidi, endemico delle Isole Samoa e delle Isole Figi.

## Descrizione
Pipistrello di medie dimensioni, con lunghezza dell'avambraccio tra 120 e 145 mm, la lunghezza della testa e del corpo tra 172 e 220 mm e un peso fino a 410 g.

Il colore del dorso è bruno-nerastro, le parti ventrali sono marrone scuro, con i fianchi densamente cosparsi di lunghi peli color ocra. Le spalle (mantello) e la nuca sono fulve, mentre la faccia è brizzolata. Le orecchie sono piccole, arrotondate e seminascoste nella pelliccia. La pelliccia è moderatamente lunga. La tibia è densamente ricoperta di peli. Le membrane alari sono attaccate sui fianchi del corpo. Il cranio presenta un rostro molto accorciato. La sottospecie P.s. nawaiensis è più piccola è con una dentatura meno robusta.

## Biologia

### Comportamento
Si rifugia tra la vegetazione degli alberi in piccoli gruppi famigliari o solitariamente. È principalmente attivo di notte.

### Alimentazione
P.s. nawaiensis si ciba principalmente di nettare e germogli delle piante del genere Pandanus, mentre P.s. samoensis, nonostante sia stato osservato cibarsi di frutta e infiorescenze della palma da cocco e dell'albero del pane, preferisce gli alberi della foresta primaria.

### Riproduzione
Le femmine probabilmente allattano un piccolo alla volta durante il mese di luglio.

## Distribuzione e habitat
Questa specie è diffusa sulle Isole Samoa e sulle Isole Figi.
La specie è vissuta in epoca preistorica anche sulle Isole Tonga, dove è stata sterminata dai primi colonizzatori polinesiani.
Vive nelle foreste umide tropicali primarie, più raramente nelle piantagioni o aree abitate.

## Tassonomia
In accordo alla suddivisione del genere Pteropus effettuata da Andersen, P. samoensis è stato inserito nello P. samoensis species Group, insieme a P. anetianus e P. coxi . Tale appartenenza si basa sulle caratteristiche di avere un ripiano basale nei premolari, il rostro del cranio accorciato e gli incisivi superiori di aspetto normale.
Sono state riconosciute due sottospecie:
- P.s. samoensis: Isole Samoa: Savai'i, Upolu. Isole Samoa Americane: Tutuila e il gruppo di Isole Manu'a;
- P.s. nawaiensis (Gray, 1870): Isole Figi: Vatu Vara, Cicia, Vanua Belavu, Kandavu, Ovalau, Taveuni, Vanua Levu, Viti Levu e probabilmente anche sulle Isole Lau.

Altre specie simpatriche dello stesso genere: P. tonganus.

## Conservazione
La IUCN Red List, considerato che la specie è ancora comune all'interno del suo areale ma soggetta ad improvvisi eventi catastrofici come i tifoni, classifica P. samoensis come specie prossima alla minaccia (Near Threatened).

La specie è inserita nell'Appendice I della CITES.